# Lawrence (rivière)
Pour les articles homonymes, voir Lawrence.
La rivière Lawrence  (en anglais : Lawrence River) est un cours d’eau  de la partie intérieure de la région de Canterbury dans l’Île du Sud de la Nouvelle-Zélande.

## Géographie
C’est l’une des sources du système du fleuve Rangitata, qui s’écoule vers le sud à partir de son origine au nord de la chaîne du Mont Arrowsmith, avant de rejoindre la rivière  Clyde et la rivière Havelock pour devenir le fleuve Rangitata.